# Tramway de Lille Métropole
Pour les articles homonymes, voir Tramway de Lille Roubaix Tourcoing.
Le tramway de Lille  est un projet de tramway dans la Métropole européenne de Lille, venant s’ajouter au tramway du Grand Boulevard reliant Lille à Roubaix et Tourcoing depuis 1909. Sa mise en service complète devrait intervenir « à l’horizon 2035 ». Le projet actuel s’inscrit dans un ensemble de 27 nouvelles liaisons de transports proposées par le Schéma directeur des infrastructures de transports de la MEL de juin 2019.

## Prémices du projet
Le projet d’extension du réseau de transports en commun de la MEL est ancien, et découle notamment de l’abandon du projet de lignes 3 et 4 du métro, faute de moyens, dans les années 1990 et 2000.
Le premier projet prenait la forme d’un tram-train. Il était principalement géré par Éric Quiquet, premier vice-président chargé des déplacements à Lille Métropole Communauté urbaine (devenue la MEL en 2015), et ses équipes, et remonte au début des années 2000. Deux lignes étaient évoquées :
- La première ligne devait commencer à la gare de Seclin (à ce titre, une des gares du Réseau Express Grand Lille, projet envisagé pour les années 2020, y était prévue[4]), et à partir de là, remonter vers le nord, tout en restant parallèle à la ligne de Paris-Nord à Lille et en circulant sur la départementale, desservir la zone industrielle de Seclin, Wattignies, le quartier de Lille-Sud, la station de métro Porte d'Arras, la rue d'Arras, le parc Jean-Baptiste-Lebas, la rue de Paris, passant ainsi non loin de la gare de Lille-Flandres. Elle devait descendre la rue du Molinel où elle serait arrivée près de la place de la République (prévue comme le cœur du réseau et correspondance avec la station République - Beaux-Arts de la ligne 1), elle aurait ensuite continué sur le boulevard de la Liberté en se dirigeant vers l'Esplanade (près de la citadelle), l’aurait longé, et aurait traversé la Deûle au niveau du pont Royal. La ligne aurait ensuite traversé Saint-André-lez-Lille jusque sa gare, puis continué vers le nord pour atteindre la ligne de La Madeleine à Comines-France, longue de vingt kilomètres, qui aurait été électrifiée pour l'occasion.
- La seconde ligne devait partir de la gare de Don - Sainghin, située à la jonction de la ligne de Lens à Don - Sainghin avec la ligne de Fives à Abbeville, remonter en mode train sur cette dernière jusqu'à Haubourdin, où elle serait passée en mode tramway dans la zone urbaine, traversant ainsi Haubourdin et Loos-lez-Lille, avant d'arriver dans Lille et desservir le boulevard de Metz puis la Porte des Postes, croisement des lignes 1 et 2, où un projet à long terme envisage de reconstruire la gare de Lille-Sud (cet élément a été repris dans le SDIT de juin 2019). Ensuite, en empruntant le boulevard Victor-Hugo, elle aurait croisé la première ligne au niveau de J.-B.-Lebas. À partir de là, elle aurait poursuivi son parcours sur la rue de Cambrai pour atteindre la station de la ligne 2 Porte de Valenciennes, puis serait arrivée près de la gare de Mont-de-Terre, et serait passée en mode train au niveau de la gare d'Hellemmes sur la ligne de Fives à Baisieux, desservant donc les gares de Pont-de-Bois, Annappes, Ascq, et Baisieux avant de traverser la frontière et d’atteindre Tournai, son terminus, en empruntant la ligne 94 des chemins de fer belges.

## Lignes du projet inscrit dans le SDIT de juin 2019
Le projet actuel, validé par le conseil métropolitain de la MEL en juin 2019, propose 5 lignes, dont la nomenclature semble provisoire étant donné que des prolongements de lignes de Tramway du Grand Boulevard et de Liane (B.H.N.S.) déjà existantes obtiennent un numéro propre dans le SDIT. Ces 5 lignes reprennent en grande partie des projets abandonnés par le passé, notamment ceux des lignes 3 et 4 du métro.

### Ligne C
La ligne C (Roubaix−Tourcoing/Roncq) devrait prendre la forme d’une ligne en Y reliant la zone commerciale de Roncq d’une part, et la station de métro Tourcoing-Centre d’autre part, au centre-ville de Roubaix, le débranchement se situant non loin pont du Tilleul, à Tourcoing. En plus de correspondre avec la ligne 2 du métro à Pont-de-Neuville et Tourcoing-Centre, où elle croiserait également la ligne T, ainsi qu’avec des TER Hauts-de-France en gare de Tourcoing, son extrémité sud, située au niveau de l’arrêt de bus de Roubaix−Galon-d’eau serait en correspondance avec le prolongement de l’actuelle ligne R jusqu’à Wattrelos et avec la ligne F.

### Ligne F
Cette ligne (Roubaix−Hem) devrait prolonger la C depuis son terminus méridional jusqu’au centre d’Hem, non loin de l’arrêt de bus Elsa-Triolet. Elle offrirait donc une correspondance avec les lignes C et R prolongée au niveau de Galon-d’eau, son terminus nord. Son tracé exact n’a pas encore été communiqué à la presse.

### Ligne M

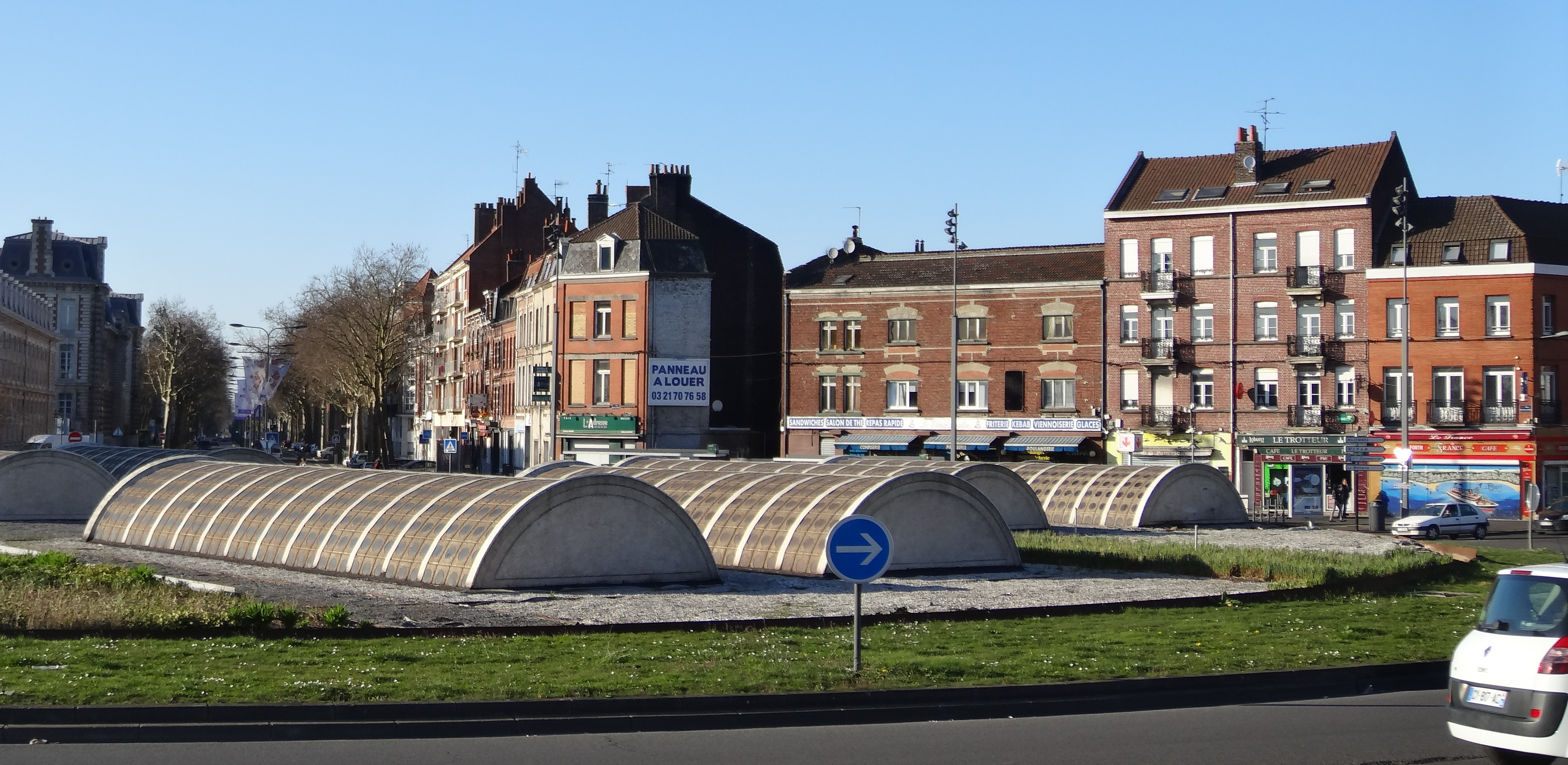
La station de métro Porte des Postes, point de correspondance entre les deux lignes de métro et le projet de ligne M.

La ligne M doit relier Lille à Wattignies, reprenant la partie sud du tracé de la première ligne du projet d’Éric Quiquet (voir plus haut), mais aussi de la ligne 3 du métro, qui ne fut jamais construite.
En partant de la gare de Seclin, elle aurait offerte une correspondance avec de nombreux TER, la ligne M aurait dû longer la ligne de Paris-Nord à Lille en suivant la RM 549 (ex-RN 25) jusqu’à la porte d’Arras, desservant les communes de Seclin, Wattignies, Templemars, Faches-Thumesnil et le quartier de Lille-Sud. Une fois le périphérique traversé, la ligne M devait contourner le centre-ville par les boulevards extérieurs, desservant les portes des Postes (en correspondance avec les deux lignes du métro) et de Béthune, le port de Lille (nouvelle correspondance avec le métro), la citadelle, puis, en empruntant le boulevard Schumann remanié pour l’occasion, se terminer soit à la gare de Lille-Europe, soit à la gare de Lille-Flandres par le boulevard Carnot et la rue des Canonniers. Le terminus à Lille-Europe semble toutefois avoir la préférence de l’exécutif lillois.
Il est à noter que le SDIT envisage l’ajout d’une gare sur la ligne de Fives à Abbeville, nommée Porte-des-Postes−Lille-Sud, qui semble en fait correspondre à l’ancienne gare de Lille-Sud. Si elle est effectivement construite, cette gare placerait la ligne M en correspondance avec des TER Hauts-de-France effectuant des missions entre Lille-Flandres et Béthune ou Lens par Don−Sainghin.
Le 16 décembre 2022, la MEL a annoncé que Seclin ne serait plus desservie par cette ligne après des études complémentaires faites par la Commission nationale du débat public, Sébastien Leprêtre, vice-président aux transports à la MEL et maire de La Madeleine justifie cette décision par rapport au faible intérêt financier que représenterait cette ligne et le doublon qu'elle ferait par rapport à la ligne de TER entre Wattignies et Seclin.

### Ligne Q
La ligne Q (Lille−Hallennes-lez-Haubourdin) partirait de la porte de Béthune et suivrait la RM 941 sur tout son parcours à travers Loos et Haubourdin avant de se terminer près du point ou la RM 941 rejoint la RN 41 actuelle, à Hallennes-lez-Haubourdin. Elle longerait également de près la ligne de Fives à Abbeville, seul axe structurant du sud-ouest de l’agglomération lilloise à l’heure actuelle.
Visant à réinstaurer une desserte supprimée depuis la fermeture de la ligne H de l’ancien tramway de Lille en 1965, plaçant ainsi Loos et Haubourdin à la marge des dynamiques de transport en commun, la ligne Q offrirait peu de correspondances, si ce n’est avec la ligne M à porte de Béthune. Trois gares de la ligne de Fives à Abbeville, Lille-C.H.R., Loos-lez-Lille et Haubourdin, sont proches du tracé de la ligne Q mais n’offriront pas de correspondance directe avec elle.

### Ligne S
La ligne S (Lille−Wambrechies) vise à remplacer à la fois la partie nord de la ligne 3 du métro, jamais construite, et celle de la première ligne du premier projet de tram-train. En cela, elle est donc complémentaire de la ligne M, avec qui elle partage un tronc commun entre Lille-Europe ou Lille-Flandres et le pont Royal.
Après s’être détachée de la M, la ligne S traverserait donc la Deûle au moyen d’un nouveau pont, puis correspond avec des TER Hauts-de-France à Saint-André-lez-Lille, et suivrait la RM 949 à travers Marquette-lez-Lille et Wambrechies, où elle se terminerait soit à la gare, soit à l’hôtel de ville.

### Réalisations complémentaires
En plus de ces nouvelles lignes de tramway, le SDIT définit d’autres projets concernant le tramway.

#### Prolongement de la ligne R à Wattrelos
Afin de réparer l’abandon de la ligne 4 du métro, qui avait mis l’est de l’agglomération à la marge des réseaux de transports, la ligne R du tramway déjà existant sera prolongée jusqu’à Wattrelos,. Le prolongement devrait offrir une correspondance avec les lignes C et F au niveau de l’actuel arrêt de bus de Roubaix−Galon-d’eau. Un nouveau prolongement vers la gare de Herseaux, en Belgique, est inscrit dans le SDIT, mais n’est évoqué ni par la presse ni par la mairie de Wattrelos, ce qui laisse penser qu’il s’agit d’une tranche ultérieure.
Le tracé du prolongement devrait suivre la RM 660 (ex-RN 350A), puis le tracé de l’ancienne ligne de Roubaix - Wattrelos à Wattrelos, avant de se terminer à côté de l’ancienne gare de Wattrelos, devenue une école de musique.

#### «Liaison U»
Le SDIT prévoit également la réutilisation de la ligne de La Madeleine à Comines-France, fermée depuis le 15 décembre 2019, sous la forme d’une « liaison rapide en site propre ». La ligne est en effet intégrée dans un projet d’ouverture à la concurrence par la région Hauts-de-France.
Cette liaison, que le SDIT appelle « liaison U », pourrait être réalisée sous la forme d’un tramway (qui viendrait s’ajouter aux lignes déjà prévues) ou d’un bus à haut niveau de service. La ligne U doublerait alors la S avec laquelle elle serait en correspondance au gares de Marquette et de Wambrechies.

## Calendrier
Le SDIT de juin 2019 prévoit une mise en service complète de l’ensemble des infrastructures évoquées « à l’horizon 2035 ». Sébastien Leprêtre, vice-président de la MEL chargé des transports publics, a précisé par la suite (fin 2020) qu’« il n'y aura[it] pas le début du commencement d'une nouvelle ligne de tramway pendant ce mandat [de 2020 à 2026] », la priorité étant donnée aux autres infrastructures prévues par le SDIT, et la durée nécessaire à la gestation du projet étant « généralement de sept ans », toujours selon M. Leprêtre. Cela laisse donc entrevoir une mise en service au début des années 2030.